# Walter Browne
Pour les articles homonymes, voir Browne.
Ne doit pas être confondu avec Walter Brown.
Walter Shawn Browne (né le 10 janvier 1949 à Sydney en Australie, et mort le 24 juin 2015 à Las Vegas) est un grand maître du jeu d'échecs et un joueur de poker américain et australien. Browne a remporté le championnat des États-Unis à six reprises, le championnat panaméricain d'échecs en 1974 et le championnat panaméricain senior en décembre 2014. Il était un spécialiste de la variante Najdorf de la défense sicilienne.

## Jeunesse
Browne est né d'un père américain et d'une mère australienne. Sa famille s'établit à New York alors qu'il a trois ans et il déménage pour la Californie en 1973.

## Carrière aux échecs

### Champion junior des États-Unis
Browne remporte le championnat junior des États-Unis en 1966.

### Champion d'Australie et grand maître international (1969-1970)

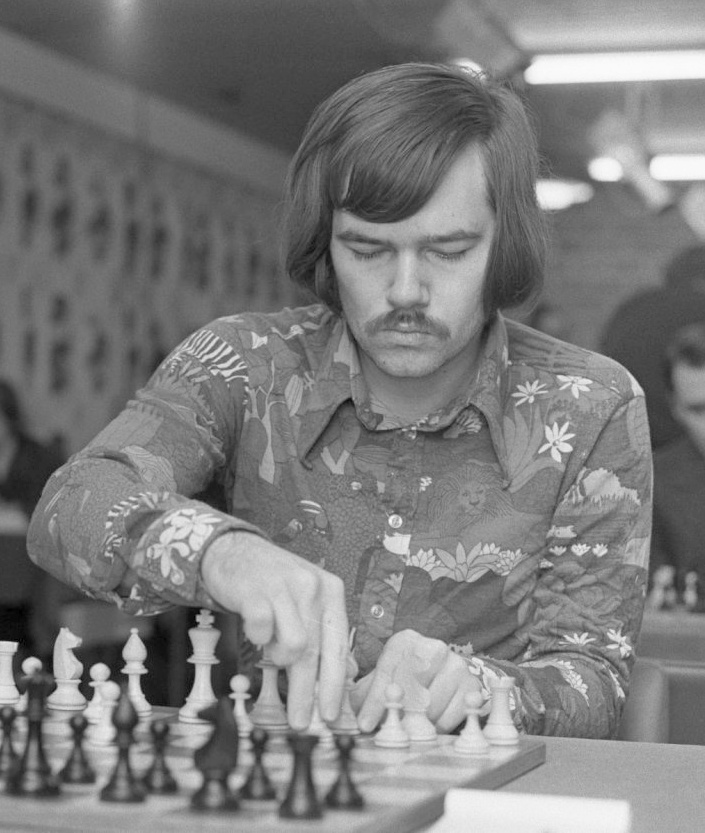
Walter Browne en 1974

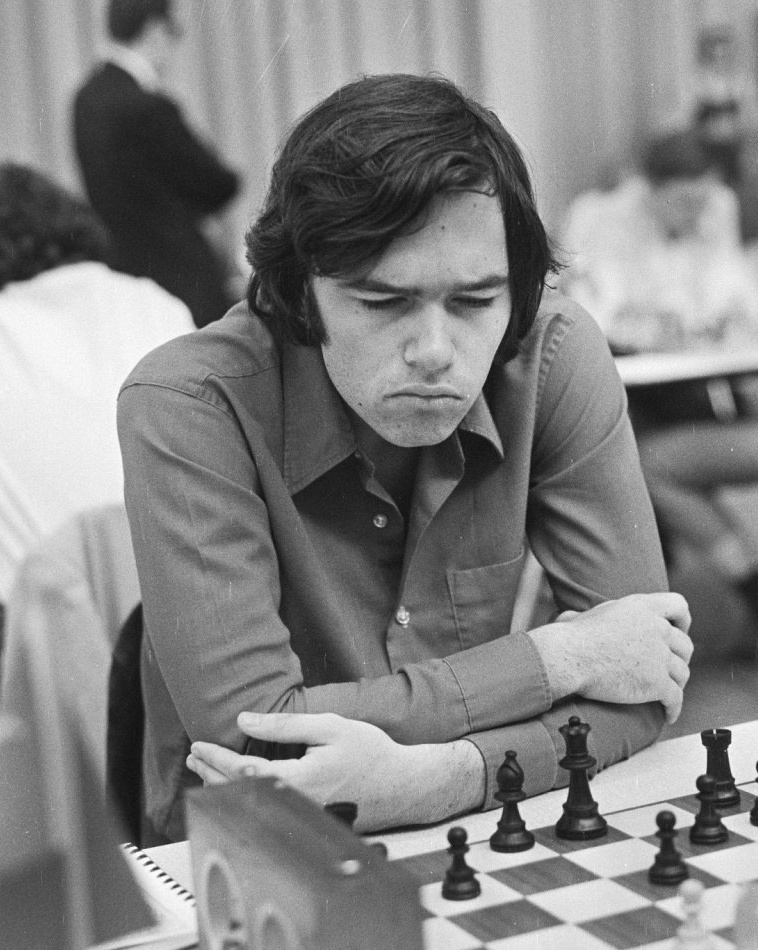
Walter Browne en 1971

Browne représente son pays natal, l'Australie, pendant une brève période. Il remporte le championnat d'Australie en 1969. Il est premier ex æquo avec Renato Naranja au tournoi zonal asiatique en 1969 à Singapour sous les couleurs australiennes, ce qui lui vaut le titre de maître international et une invitation au tournoi des grands maîtres de San Juan (Porto Rico). Il y obtient la dernière norme de grand maître avec une 2e place partagée avec Bruno Parma et Arthur Bisguier, derrière le champion du monde en titre, Boris Spassky. La Fédération internationale des échecs lui décerne officiellement le titre de grand maître international en 1970.

### Olympiades d'échecs avec l'équipe d'Australie (1970 et 1972)
Walter Browne a défendu le premier échiquier de l'équipe d'Australie au cours des Olympiades de 1970 et de 1972 avant de représenter les États-Unis à partir de 1974.
- Siegen 1970, 1er échiquier pour l'Australie, 14/19 (+10 =8 -1);
- Skopje 1972, 1er échiquier pour l'Australie, 17,5/22 (+15 =5 -2), médaille de bronze individuelle;

### Champion des États-Unis
Browne a remporté le championnat d'échecs des États-Unis à six reprises : il gagne le titre
- à Chicago en 1974 avec 9,5/13,
- à Oberlin (Ohio) en 1975 avec 8,5/13,
- à Mentor (Ohio) en 1977 avec 9/13,
- à Greenville (Pennsylvanie) en 1980 avec 7,5/12,
- à South Bend (Indiana) en 1981 avec 9/14 et en 1983 avec 9/13.

Seuls Bobby Fischer et Samuel Reshevsky ont remporté plus de six fois le titre.

### Tournois interzonaux

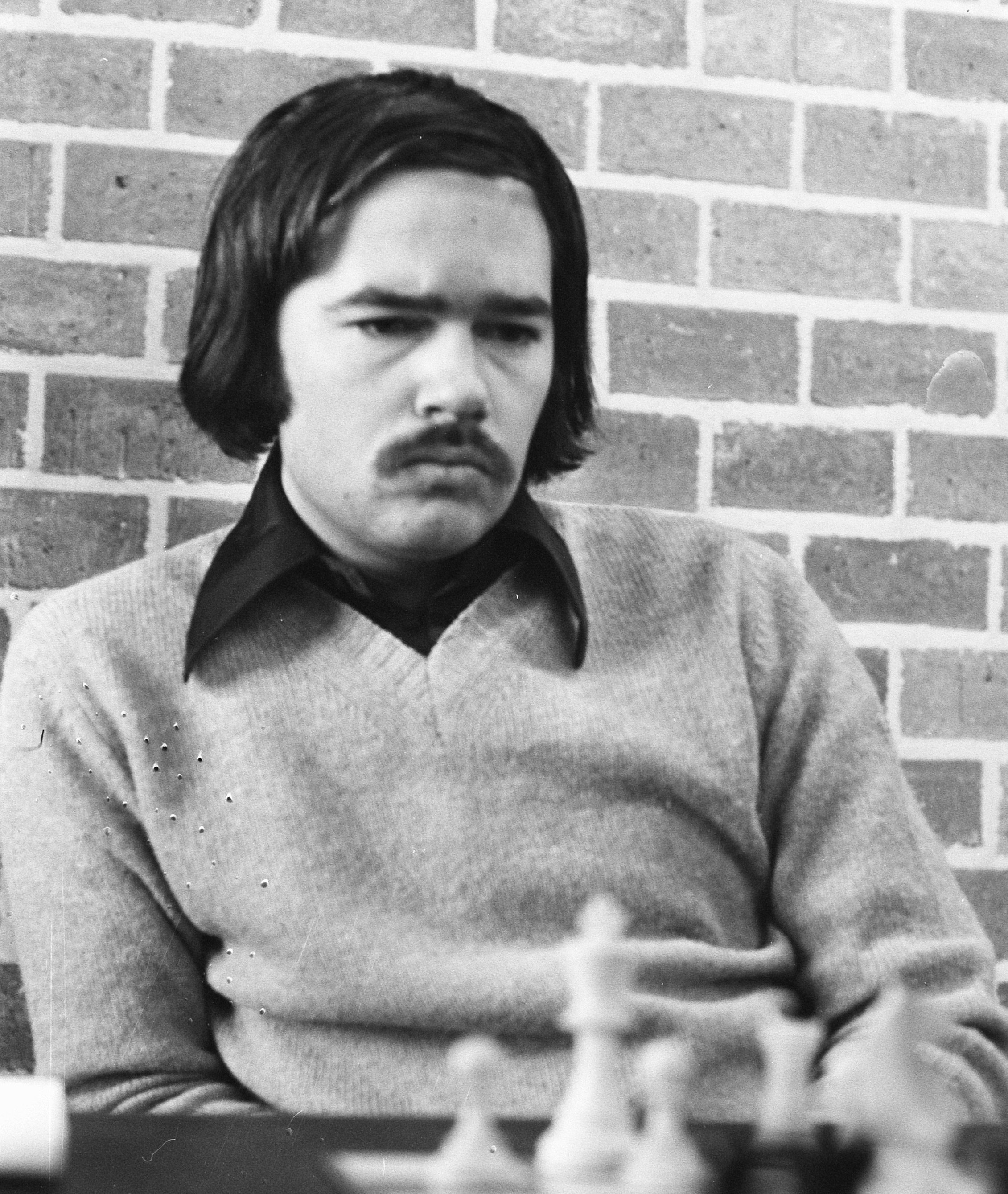
Walter Browne en 1975

Browne se qualifie à trois tournois interzonaux, mais ne parvient jamais au tournoi des candidats. À Manille en 1976, il marque 8,5/19 et est à la 15e place. À Las Palmas en 1982, il est 14e et dernier avec 3/13. À l'interzonal de Taxco en 1985, il partage la 9e place avec 6,5/15.

### Olympiades avec l'équipe des États-Unis
Browne a généralement obtenu de bons résultats aux Olympiades au cours de ses six participations. Il a représenté l'Australie deux fois et les États-Unis quatre fois, remportant un total de cinq médailles, toutes de bronze. Son score général est de 55½/86 (+40 =31 -15), soit 64,5 % :
- Nice 1974, 3e échiquier pour les États-Unis, 10,5/17 (+7 =7 -3), médaille de bronze par équipe;
- Buenos Aires 1978, 2e échiquier pour les États-Unis, 4,5/9 (+3 =3 -3), médaille de bronze par équipe;
- Lucerne 1982, 1er échiquier pour les États-Unis, 5,5/10 (+4 =3 -3), médaille de bronze par équipe;
- Salonique 1984, 4e échiquier pour les États-Unis, 3,5/9 (+1 =5 -3), médaille de bronze par équipe.

### Autres résultats

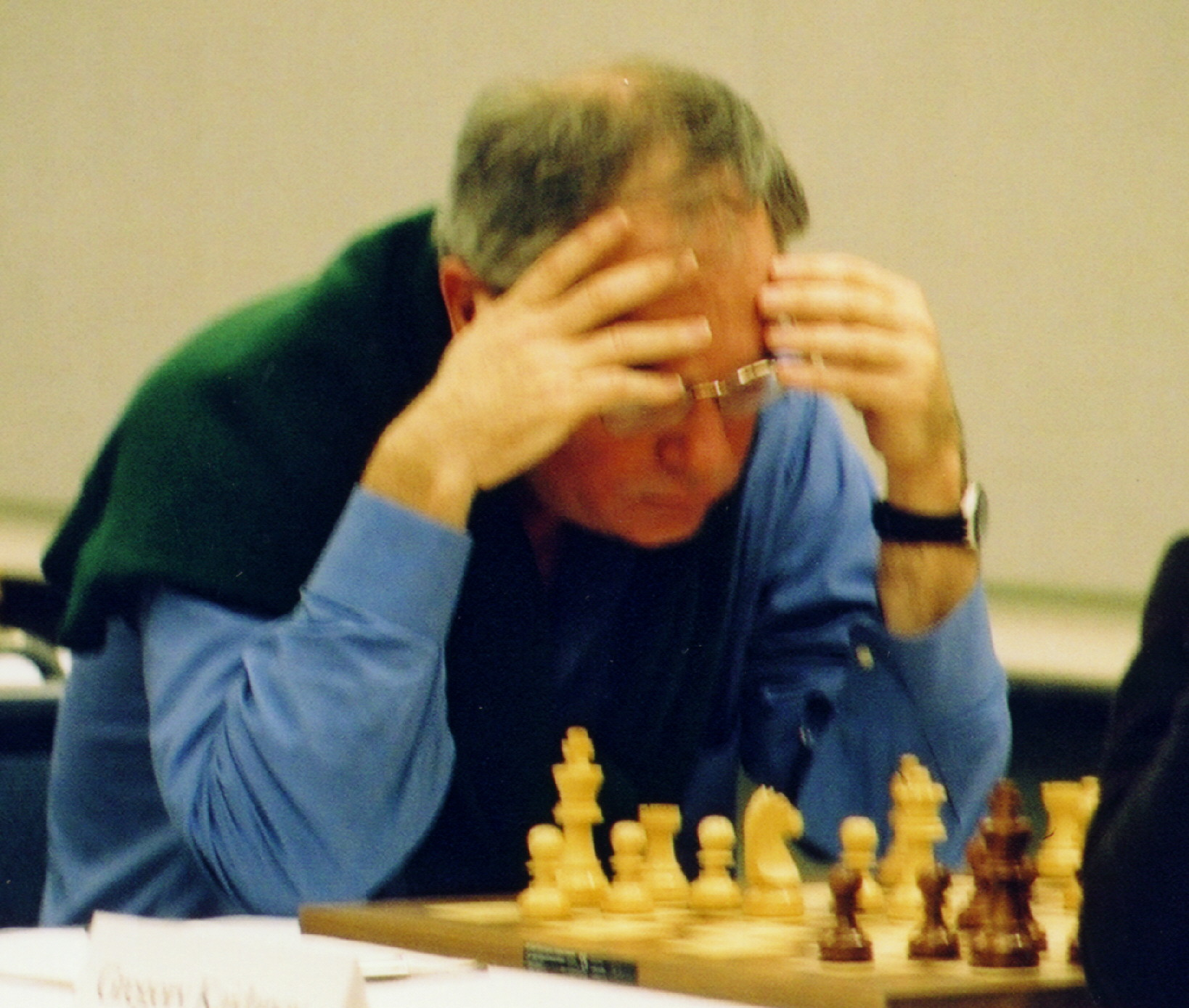
Walter Browne en 2002.

Browne est très présent dans le milieu des échecs américains dans les années 1970 et 1980. À part ses victoires aux championnats des États-Unis, il remporte aussi l'Open National à onze reprises, 
l'Open américain sept fois, 
l'Open mondial trois fois et le championnat open des États-Unis deux fois (1971 et 1972).
Browne remporte également des succès en tournois internationaux dans les années 1970 et 1980, notamment :
- à Venise en 1971 ;
- à Wijk aan Zee en 1974 et  1980 ;
- à Winnipeg 1974, au championnat panaméricain 1974 ;
- au Lone Pine International (en) en 1974 ;
- à Mannheim en 1975 ;
- à Reykjavik en 1978 ;
- au Chili en 1981 :
- en Indonésie en 1982 (avec Ron Henley) ;
- à l'Open de New York 1983 ;
- à Gjovik 1983
- à Naestved 1985[2].

Après avoir domine le championnat des États-Unis pendant 10 ans, Browne ne peut renouveler cet exploit après 1983. Il marque 7½/17 en 1984, 6½/13 en 1985, 6/15 en 1986, 6/13 en 1987 et 6/15 en 1989. Il remporte l'Open du Canada en 1991.
En 2005, Browne est premier de l'Open Senior des États-Unis. Browne a remporté plus de tournoi au système suisse que n'importe quel autre joueur américain. Il a été admis au US Chess Hallof Fame en 2003.

## Style
Browne a tendance a utiliser beaucoup de son temps dans l'ouverture et dans le début du milieu de partie, ce qui a pour conséquence de le plonger en zeitnot à l'approche du contrôle du temps et commet alors des erreurs, bien qu'il joue généralement correctement cette phase de jeu.
Au début de sa carrière, dans les années 1970, Browne suivait son modèle Bobby Fischer et ouvrait ses parties principalement avec 1.e4. À partir de 1975, il commença à ouvrir ses parties avec 1.d4 ou 1.c4.

## Browne et les échecs rapides et éclair
Joueur de parties rapides de niveau mondial, Browne a fondé la World Blitz Chess Association en 1988, qui a plus tard rencontré des problèmes de financement.

## Parties remarquables
Walter Browne - Bernard Zuckerman (en), New York 1973
1. d4 d5 2. c4 e6 3. Cc3 Fe7 4. Cf3 Cf6 5. Fg5 0-0 6. e3 Cbd7 7. Fd3 dxc4 8. Fxc4 c5 9. 0-0 a6 10. a4 cxd4 11. exd4 Cb6 12. Fb3 Fd7 13. Ce5 Fc6 14. Fc2 Cbd5 15. Fb1 Cb4 16. Te1 g6 17. Fh6 Te8 18. Ta3 Dd6 19. Ce2 Tad8 20. Th3 Dd5 21. Cf3 Da5 22. Cc3 Cbd5 23. Ce5 Cxc3 24. bxc3 Fxa4 25. De2 Fd7 26. Fg5 Cd5 27. Cxf7 Fxg5 28. Txh7 Cf6 29. Fxg6 Cxh7 30. Dh5 Dxc3 31. Dxh7+ Rf8 32. Tf1 Dxd4 33. Ce5 Df4 34. Cxd7+ Txd7 35. Dh8+ Re7 36. Dxe8+ Rf6 37. Dxd7 Rxg6 38. Dxe6+ Ff6 39. De8+ Rh6 40. g3 Db4 41. Te1 a5 42. Te6 Db2 43. Df7 Rg5 44. h4+ Rg4 45. Dg6+ Rh3 46. Df5# 1-0
Walter Browne - Larry Christiansen, ch É-U 1977
1. d4 e6 2. c4 b6 3. d5 Fa6 4.e4 exd5 5. exd5 Cf6 6. Cc3 Fb4 7. De2+ Fe7 8. Dc2 c6 9. Fd3 b5 10. cxb5 cxb5 11. Cge2 b4 12. Ce4 Cxd5 13. 0-0 0-0 14. Td1 Da5 15. C2g3 g6 16. Fh6 Te8 17. Dd2 Cf6 18. Df4 Db6 19.Fxa6 Cxa6 20. Td6 Fxd6 21. Cxf6+ Rh8 22. Fg7+ Rxg7 23. Cgh5+ gxh5 24. Dg5+ Rh8 25. Dh6 Fxh2+ 26. Rh1 Dxf6 27. Dxf6+ Rg8 28. Dg5+ Rh8 29. Df6+ Rg8 30. Dg5+ Rh8 31. Rxh2 Te6 32. Td1 Tg8 33. Df4 Teg6 34. g3 f6 35. Txd7 Cc5 36. Td6 h4 37. Dxh4 a5 38. Dd4  1-0.

## Poker
Browne est un joueur professionnel de poker depuis 1966. Il joue plusieurs fois par semaine au Oaks Club à Emeryville en Californie. En juin 2007, il a remporté 189 960 $ au World Series of Poker.

## Publications
En 1988, Browne a été le fondateur de la World blitz chess association (W.B.C.A.) qui organisait des tournois en blitz. À la fin des années 1980 et dans les années 1990, il fut l'éditeur d'une revue sur les échecs en blitz : Blitz Chess (1988–2002) qui s'est arrêtée avec l'avènement d'internet.
- Walter Browne, Ljubomir Ftacnik et  Danny Kopec (en), Champions of the New Millennium, Quality Chess, 2008
- Walter Browne, The Stress of Chess: My Life, Career and 101 Best Games, New in Chess, 2012